# Двадцатеричная система счисления
Двадцатеричная (двадцатичная, вигезимальная) система счисления — позиционная система счисления по целочисленному основанию 20.
Двадцатеричная система — вторая по распространённости после десятичной. Считается, что она, как десятичная и двенадцатеричная, связана со счетом на пальцах.

## Использование
Двадцатеричная система используется во многих языках, в частности в языке йоруба, у тлинкитов, в системе записи чисел майя, некоторых кавказских и азиатских языках.
Во многих (в основном европейских) языках используется основание 20, по крайней мере в лингвистической структуре.

### Африка
- Двадцатеричная система принята в некоторых языках Африки (например, во многих языках банту, манде, Того и нигерских языках[5]), в частности, в языке йоруба и его многочисленных диалектах[6].

### Америка
- Основание 20 использовалось в культуре майя и ацтеков (майяские языки, цифры майя, календарь майя). См. также юкатекский язык, астекские языки.
- Язык тлинкитов.

### Азия
- Дзонг-кэ, национальный язык Бутана, использует полную вигезимальную систему.
- В сантали, одном из официальных языков Индии, используется десятерично-двадцатеричная система при счёте от 19 до 399.
- В языке айну, в Восточной Азии, система счёта основана на числе 20.

### Европа
- В кельтских языках часто используется двадцатеричная система исчисления (например, бретонский, валлийский, ирландский, шотландский).
- В датском языке 20 используется как основание для счёта от 50 до 99.
- Во французском языке во многих странах 20 используется как основание счёта от 80 до 99.
- Албанский язык также использует основание 20 при счёте.
- Двадцать (hogei) используется в языке басков как основание исчисления чисел до 100. Баскский националист Сабино Арана даже предлагал ввести двадцатеричную систему в письме, чтобы оно соответствовала разговорному языку[7].
- Среди славянских языков резьянский микроязык (диалект словенского), использует двадцатеричную систему. 60 выражается как trïkrat dwisti (3×20), 70 — trïkrat dwisti nu dësat (3x20 + 10), 80 — štirikrat dwisti (4×20) и 90 как štirikrat dwisti nu dësat (4×20 + 10).

#### Кавказ
Двадцатеричная система распространена в кавказских языках.
- В грузинском 11 t’ert’meti < at'-ert'-meti «10-1−больше», 12 t’ormeti; счёт идёт по двадцаткам (20 otsi, 40 ormotsi < or-me-otsi «2-20», 50 — ormotsdaati <ormotsi-da-ati (дважды двадцать и десять, «сорок и десять»), 70 samotsdaat’i < sami-otsi-da-at’i «3-20-и-10»)[1]. Имеется в виду вместо слов «тридцать» или «тридцать один» говорится как бы «двадцать десять», «двадцать одиннадцать» и т. д. А, например, 97 — «четырежды двадцать и семнадцать»
- В абхазском 20 — ҩажәа, 30 — ҩажәижәаба (двадцать десять) 40 — ҩынҩажәа (два раза двадцать) 50 — ҩынҩажәижәаба (два раза двадцать и десять, «сорок десять») 78 — хынҩажәижәаа (три раза двадцать восемнадцать)
- В адыгейском 11 пшӏыкӏузы (пшӏы 10, зы 1), 20 тӏокI, 30 щэкӏы, 40 тӏокӏитӏу[1].
- В нахско-дагестанских языках принята двадцатеричная система — у аварцев, ингушей, лезгин и  чеченцев.